# Pierre de Charny
Pierre de Charny est né au XIIe siècle dans le village de Charny et mort en 1274.

## Biographie
Précepteur des enfants d’une famille seigneuriale de Montereau, la famille Le Cornu, dont l'aîné de ses élèves, Henri Le Cornu, fut nommé en 1254, archevêque de Sens et intercéda auprès du pape Urbain IV en faveur de son protégé. Il a été sacré archevêques de Sens à Rome en 1267. Pendant son administration : il affranchit les habitants de Saint-Julien-du-Sault, fonde une chapelle Saint-Nicolas en l’église de Charny qui comptait alors 2 000 habitants et la dote de ressources suffisantes pour l’entretien permanent de deux chapelains. Il acheta vers la fin de son épiscopat le titre de vicomte de Sens, titre que les archevêques de Sens porteront jusqu'à la révolution française.
En 1267, il fit reconstruire la tour de la cathédrale qui s'était écroulée sur le palais épiscopal. En 1269, il célébra un concile à Sens.
En 1271, il assista à l'inhumation du corps de Saint Louis à Saint-Denis.
Il mourut au retour du concile général de Lyon, en 1274. et fut inhumé à l'entrée du chœur de la cathédrale où son tombeau fut découvert en septembre 1916 au cours de travaux.